# Пирамид (остров)
Пирамид (англ. Pyramid Island) — необитаемый остров в группе Крысьих островов в составе Алеутских островов. Расположен между островом Хвостова и островом Давыдова. Своё название остров получил в 1935 году из-за своей формы.
Предполагается, что остров Давыдова и два лежащих рядом мелких острова (Лопи и Пирамид) являются остатками кальдеры древнего вулкана.